# Восстание в Мируте
Восстание в Мируте (англ. The Sepoy revolt at Meerut) — первое выступление, ставшее началом Восстания сипаев. 
Гарнизон Мирута состоял из 2357 сипаев и 2038 британцев. 24 апреля в Мируте 90 сипаям было приказано провести учебные стрельбы новыми патронами. 85 солдат отказались, и были приговорены к смертной казни, заменённой на 10 лет каторги. 11 сравнительно молодых солдат получили 5 лет. С приговорённых на виду у всего гарнизона сорвали погоны, и осуждённые отправились в тюрьму, публично проклиная сослуживцев за отказ в поддержке.
Некоторые индийские солдаты предупредили находившихся вне службы британских унтер-офицеров, что разрабатываются планы по освобождению заключенных солдат силой, но старшие офицеры, которым об этом было доложено, не предприняли никаких действий. На следующий день, в воскресенье, в Мируте начались беспорядки. В этот день многие из британских солдат отдыхали и не несли службу. После бурных протестов на местном базаре несколько домов в городе были подожжены.  Вечером индийские подразделения, во главе с 3-м кавалерийским полком, взбунтовались. Британские унтер-офицеры, попытавшиеся помешать мятежу, были убиты.
Восставшие напали на дома европейцев — офицеров и гражданских — и убили 4 мужчин, 8 женщин и 8 детей. На базаре толпа набросилась на британских солдат, бывших в увольнении. Сипаи освободили 85 своих товарищей и вместе с ними 800 других заключённых (должников и уголовников). Во время этих событий погибли также 50 индийцев.
Некоторые сипаи (особенно из 11-го бенгальского пехотного полка) сопровождали британских офицеров, женщин и детей в безопасное место, прежде чем присоединиться к восстанию. Некоторые офицеры и их семьи бежали в Рампур, где нашли убежище у наваба.
11 мая повстанцы двинулись в Дели, чтобы провозгласить старого императора Великих Моголов Бахадур-шаха Зафара символическим лидером восстания. 